# Trạch Lôi Tùy

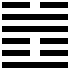
Đồ hình quẻ Trạch lôi tùy

Quẻ Trạch Lôi Tùy, đồ hình |::||: còn gọi là quẻ Tùy (隨 sui2), là quẻ thứ 17 trong Kinh Dịch.
- Nội quái là ☳ (|:: 震 zhen4) Chấn hay Sấm (雷).
- Ngoại quái là ☱ (||: 兌 dui4) Đoài hay Đầm (澤).

Giải nghĩa: Thuận dã. Linh động, Cơ động. Cùng theo, mặc lòng, không có chí hướng, chỉ chiều theo, đại thể chủ việc Cơ động, thuyên chuyển như chiếc xe. Phản phúc bất định chi tượng: loại không ở cố định bao giờ.